# Julius Rhomberg (Architekt)

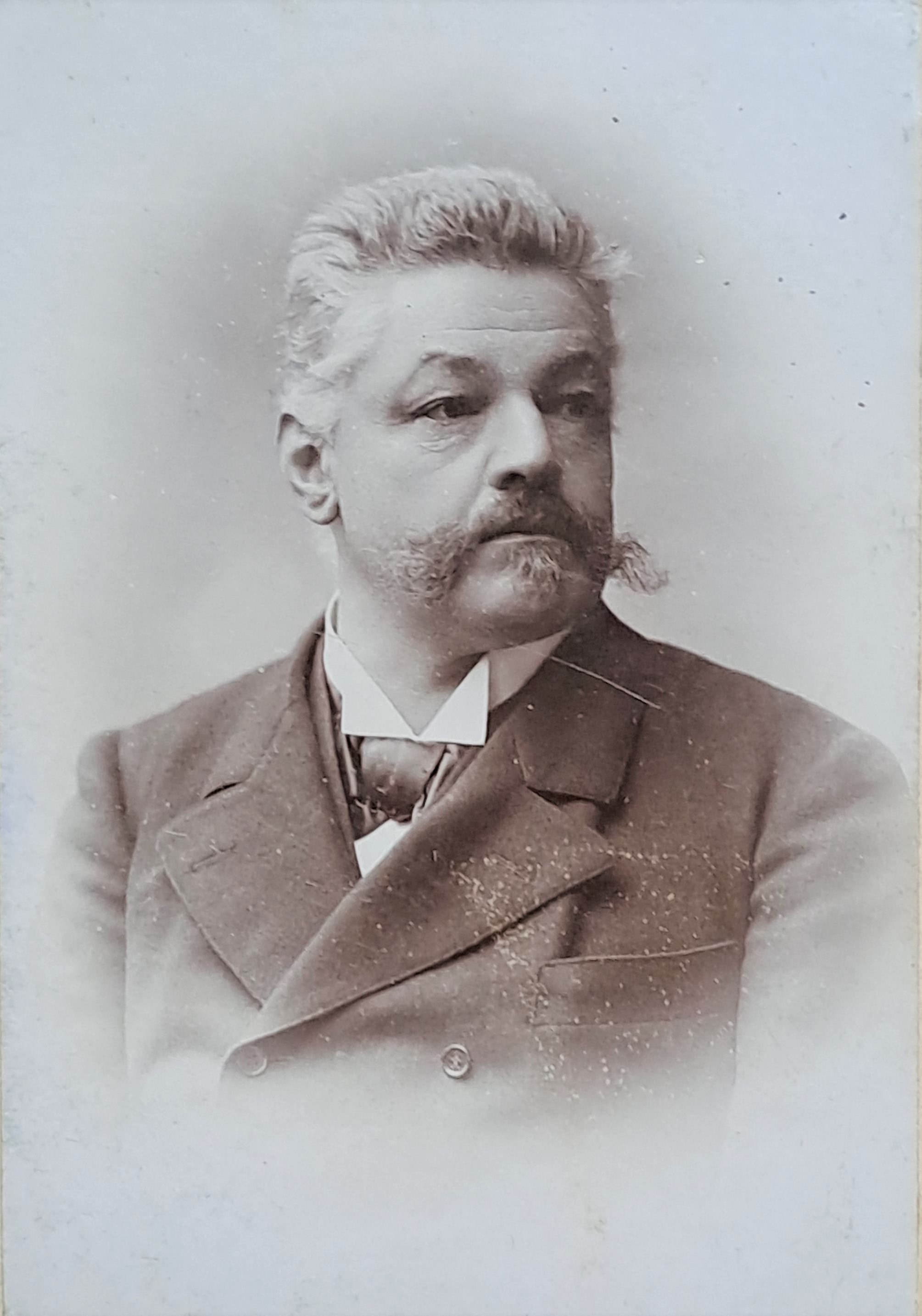
Julius Rhomberg, 1894

Julius Rhomberg (* 23. April 1845 in Dornbirn; † 17. April 1923 ebenda) war ein österreichischer Zivilingenieur, Architekt und ab 1922 Baurat.

## Wirken
Rhomberg wurde als Sohn des Kaufmanns und Bürgermeisters (Amman) Franz Martin Rhomberg (1802–1868) und dessen Gattin Maria Ursula, geb. Rhomberg (1801–1884) geboren, wobei seine Eltern ebenfalls in Dornbirn geboren wurden und starben. Er war der Jüngstgeborene von 12 Geschwistern, ein Bruder war August Rhomberg. Gemeinsam mit seiner Ehefrau Friederika, geb. Rhomberg (1858–1932) hatte Julius Rhomberg vier Kinder: Theodor (1881–1885), Maria Elise (1885–1889), Siegfried (1889–1959) und Anna Margaretha (1895–1992).
Rhomberg studierte an der Polytechnischen Schule Zürich und wurde dort im Corps Rhenania aktiv. Gemeinsam mit dem Baumeister Josef Anton Albrich erbaute er zwischen 1870 und 1910 – inzwischen unter Denkmalschutz gestellte – das Stadtbild Dornbirns prägende Fabrikantenvillen, darunter 1885–1886 die Villa des jung verheirateten Fabrikanten Ignaz Rüsch (1861–1925) der Rüsch-Werke (heute Museum inatura), 1885–1887 die „Villa Oscar Rüf“ des Fabrikanten Rüf, 1890/92 die „Villa Guntram Hämmerle“ als schlossartiges Anwesen für den jüngsten Sohn des Firmengründers der F.M. Hämmerle-Textilwerke, Franz Martin Hämmerle und 1902 die sogenannte „Rote Villa“ des Textilfabrikanten August Fussenegger. Ebenfalls war er ab 1895 an der Planung und dem Bau des zweitältesten Elektrizitätswerk in Vorarlberg, dem Kraftwerk Ebensand, beteiligt.
Neben seiner Selbstständigkeit als Zivilingenieur mit Kanzlei in seinem Heimatort war Rhomberg über 50 Jahre als Bausachverständiger der Stadt Dornbirn tätig.
Im Alter von 77 Jahren 1922 wurde ihm von Bundespräsident Michael Hainisch taxfrei der Titel eines Baurates verliehen.
Im Nachruf des Vorarlberger Tagblatts auf Julius Rhomberg heißt es würdigend: „Ein Gang durch unser engeres und weiteres Stadtgebiet stellt uns eine Unzahl sprechender Zeugen und für seine fachliche Tüchtigkeit vor Augen“ – womit seine Bauten gemeint waren. Auch galt Rhomberg als „musikalisch hochbegabter Mann“, der über eine „metallisch schöner Stimme“ verfügte und der bis in hohe Alter dem Männerchor Dornbirn treu blieb sowie dort auch zeitweise als Vorstandsvorsitzender oder als Chormeister wirkte.
Zuletzt lebte er in der Oberdorferstraße 5 von Dornbirn.

Von Josef Albrich und Julius Rhomberg geplante Fabrikanten-Villen in Dornbirn
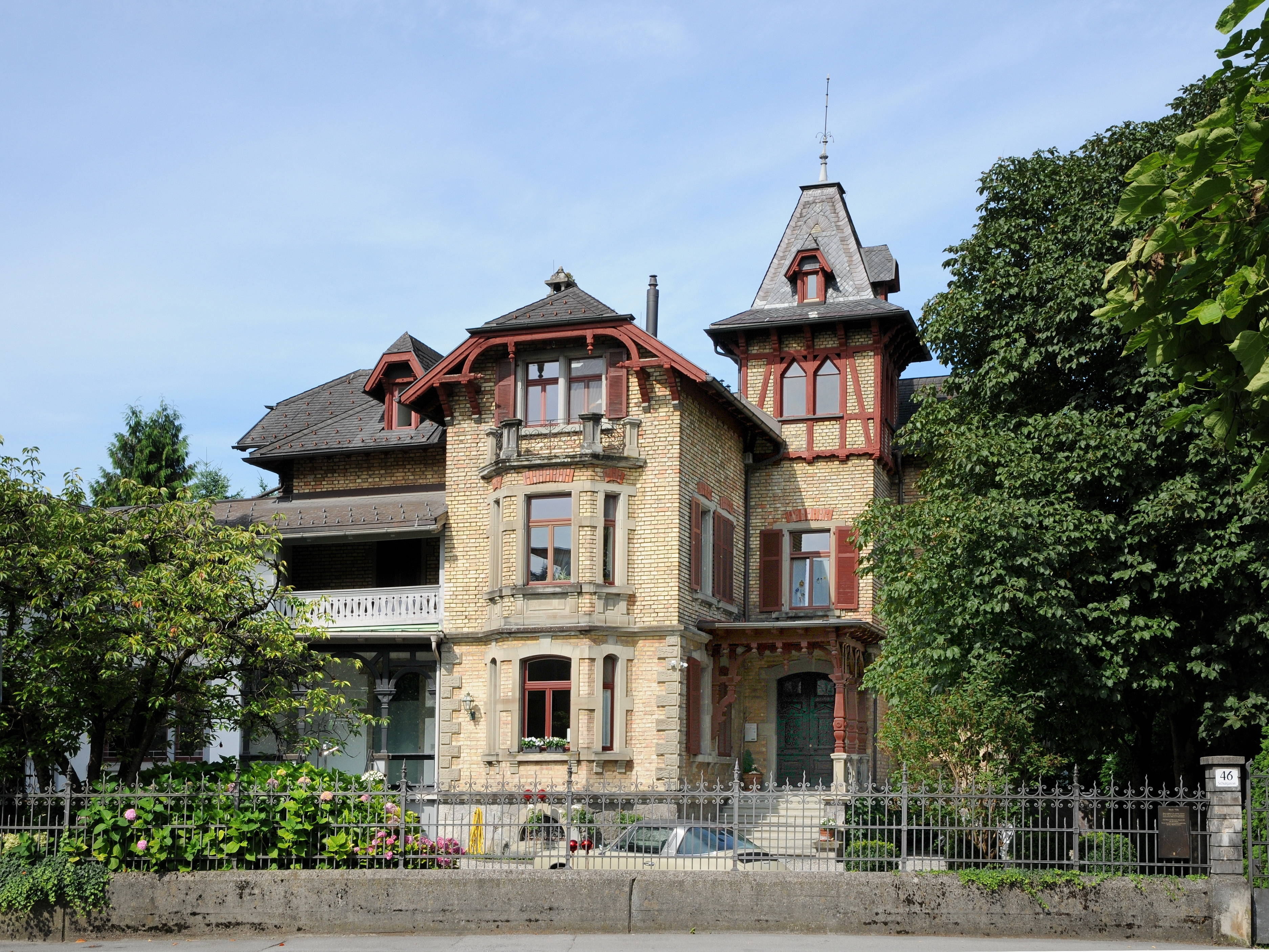
Villa Rüsch, Schulgasse 46, erbaut 1885–1886 (2013)
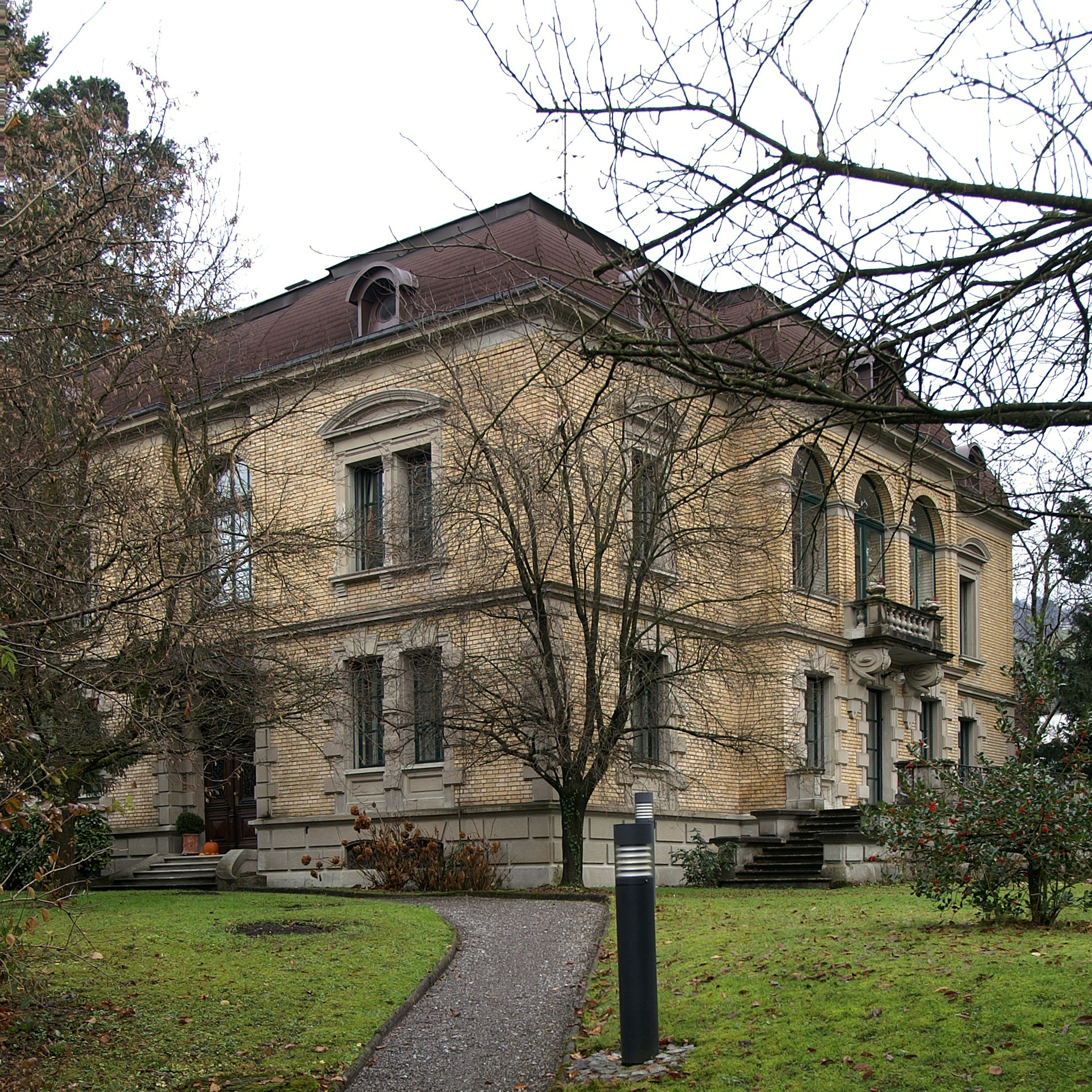
Villa Oscar Rüf, Dr.-Waibel-Straße 11, erbaut 1885–1887 (2007)
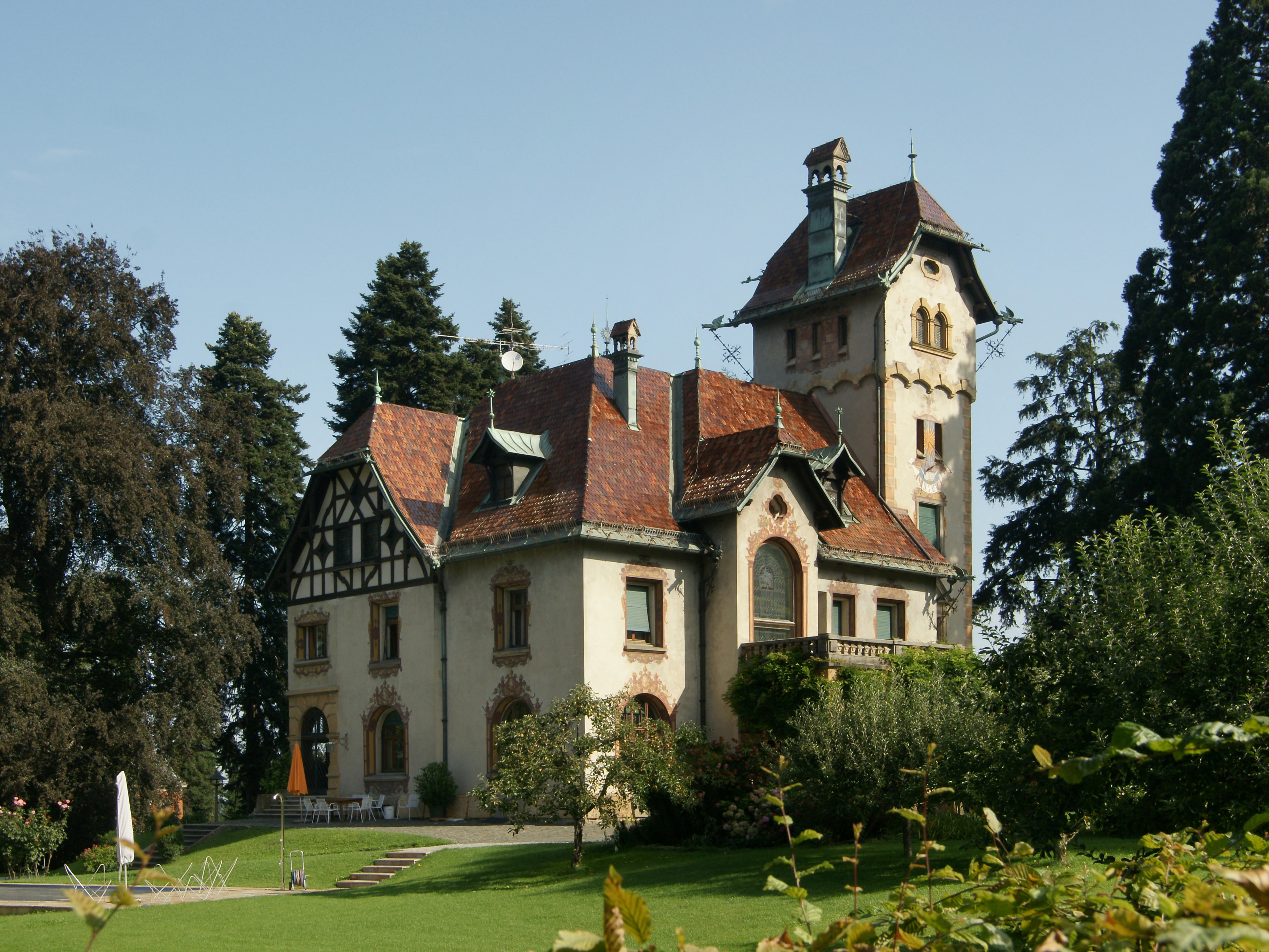
Villa Guntram Hämmerle, Dr.-Waibel-Straße 14, erbaut 1890–1892 (2009)
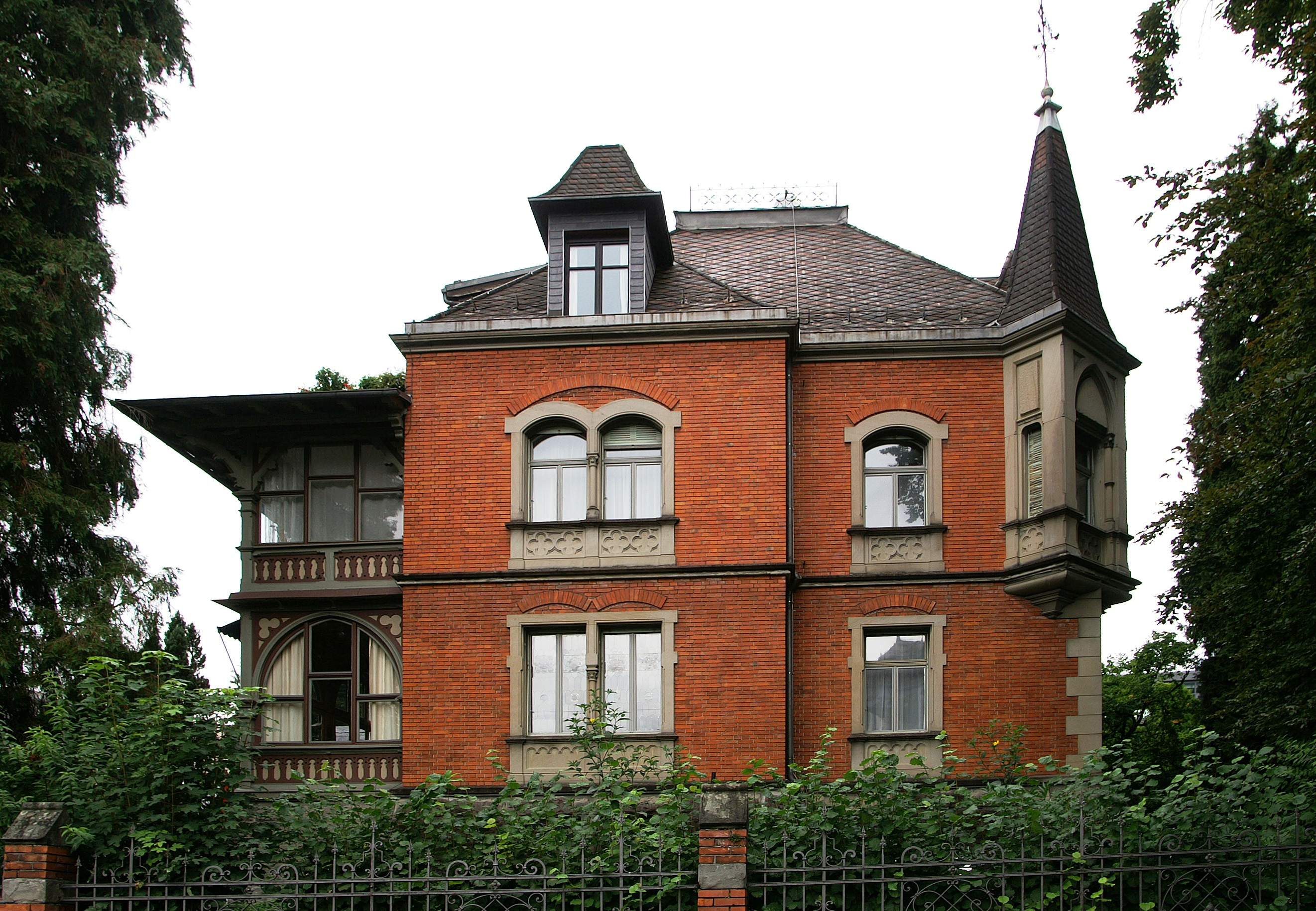
„Rote Villa“ für August Fussenegger, Bahnhofstraße 7, erbaut 1902 (2007)